# جرج نیکولز
جرج نیکولز (به انگلیسی: George Nichols) (زاده ۱۸۶۴ - درگذشت ۲۰ سپتامبر ۱۹۲۷) بازیگر و کارگردان اهل ایالات متحده آمریکا بود.

## گزیدهٔ فیلم‌شناسی
- خواهرزاده‌هایش
- در چنگال تبهکاران
- مالی ئو
- معاون کلانتر
- دو برادر
- اشتباه یک لاس‌زن
- محتکر گندم
- کمی دل‌وجرئت
- خودرویی برای یک عروس
- میان آتش و عشق
- سرگرمی مورد علاقه‌اش
- چاقالو در سن دیگو
- چاقالو پلیس می‌شود
- عشوه‌گری چاقالو
- او به شکار می‌رود
- روز عروسی ربه‌کا
- یک رومئوی تنومند